# 敢國神社
34°47′14″N 136°09′50″E / 34.787361°N 136.163889°E
敢國神社（日语：／ Aekuni-jinja */?）是一座位於日本三重縣伊賀市一之宮的神社，社格是式內大社、伊賀國一宮、國幣中社和別表神社，主祭神是大彥命，日本遺產「忍者之鄉 伊賀和甲賀－追求真正的忍者－」（忍びの里 伊賀・甲賀－リアル忍者を求めて－）的組成部分之一，也是伊賀寶物百選之一。社藏的三十六歌仙匾額在2005年3月17日獲指定為三重縣有形文化財，同樣是社藏的兩個湯釜和石造燈籠則分別在1958年11月22日和2004年2月26日獲指定為伊賀市有形文化財。

## 歷史
根據神社官方記載，敢國神社創建於齊明天皇4年（685年）。按《東南院文書》中的「小治田藤麻呂解」天平20年11月19日（748年12月13日）條記載，外從六位下的敢朝臣安麻呂是阿拜郡的大領，其中「外」是指其籍貫位於畿內以外的地方，本居宣長在《古事記傳》中以《續日本紀》中裳咋臣船主的請願中提到「與伊賀國敢朝臣為同祖」為理據，主張阿閇氏的籍貫是阿拜，阿閇氏原本為臣，在天武天皇13年（684年）由於壬申之亂時的功績而獲賜姓朝臣，帶姓的豪族的大多以其根據地作為氏（敢、阿閇和阿拜在日語中的發音均是或）。貞觀8年（866年），按《東南院文書》中的「伊賀國阿閇福子施入狀」記載，阿閇福子將阿拜郡和山田郡的土地寄進至東大寺，另外根據《東南院文書》中的「伊賀國阿拜郡郡司解」天祿2年5月22日（971年6月17日）條記載，聯名的郡判中負責人、國司代、國目代和小領等均是阿閇臣 。按《新撰姓氏錄》和《日本書紀》記載，由於阿閇氏的祖先是大彥命，因此《特選神名牒》認為由於其子孫集中於當地，所以便順理成章地把祖先大彥命稱作敢國津神來供奉。

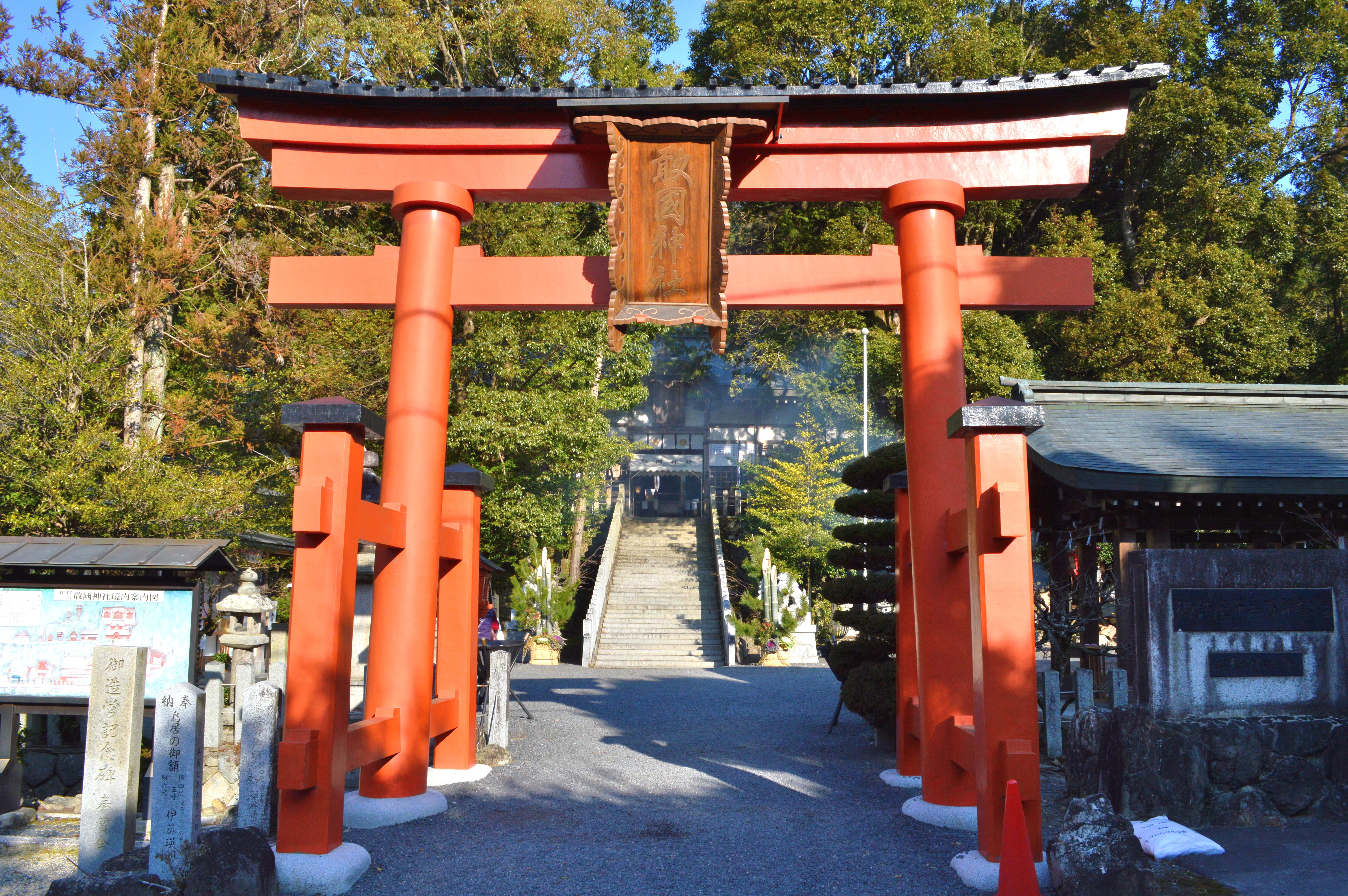
鳥居

按《日本文德天皇實錄》嘉祥3年6月4日（850年7月16日）條記載，神社以「伊賀國津神」的名義與伊豆國阿米都和気命和伊賀國佐佐神等獲賜從五位下的神階，另一方面按《日本三代實錄》貞觀6年10月15日（864年11月17日）條記載，原本是正六位上的「安部神」獲升至從五位下，對此森川櫻男認為安部神雖然同樣與阿閇臣有關，不過實際上是菅原神社的御旅所安部神社，與此同時同書的貞觀9年10月5日（867年11月4日）條則記載「伊賀國從五位下敢國津神」與飛驒國從五位下水無神、荏神、槻本神、大津神、荒城神、栗原神、阿多由太神和高田神等一同升至從五位上，貞觀15年9月27日（873年10月22日）條則記載道「伊賀國從五位上敢國津大社神」升至正五位下，其後按《日本紀略》寬平3年4月28日（891年6月8日）條記載，神社再升至正五位上。在《延喜式神名帳》中，神社則是式內大社，其後按《神社由緒書》記載，神社在延長年間（923年至931年）又得到朝廷協助修建社殿，按《神社覈錄》引述《直指抄》記載，神社在安和2年8月3日（969年9月17日）升至正一位，不過另一方面《日本歷史地名大系》指按《南朝編年記略》記載，神社則是在曆應4年（1341年）4月獲南朝授予正一位，神主友勝則是從五位，不過沒有確實的證據。
關於神社的一宮記述雖然見於《大日本國一宮記》，不過按《諸國一宮神名帳》和《源平盛衰記》記載，則分別稱作南宮社和南宮大菩薩，實際上根據根津美術館館藏的《伊賀國封米返抄案》和《東大寺文書》「成恒名封米返抄案」記載，早於保安2年（1121）12月便有關於南宮的記述，《永萬文書》中的永萬元年（1165年）6月的「神祇官諸社諸年貢注文」也有記載南宮社的名稱，而按成書於室町時代末期的《大日本國一宮記》以及文龜3年（1503年）的《延喜式神名帳頭註》記載，神社號稱南宮。此外，神社不但是伊賀國一宮，也被稱為伊賀國總社。另一方面，在神社以南於200至400米處，原有一被稱大石明神的大岩或黑岩，《三國地志》的作者藤堂元甫推測該處過去是神社的祭祀場地，大場磐雄在1938年前往考察後，主張該處曾經作為磐座來進行祭祀，而早在永祿11年3月15日（1568年4月12日）晚上見證大石明神（大石戶，現在境內的大石社）正遷宮的吉田兼右在《兼右卿記》中提到大石明神在敢國神社勸請諏訪明神前是一宮的起源。

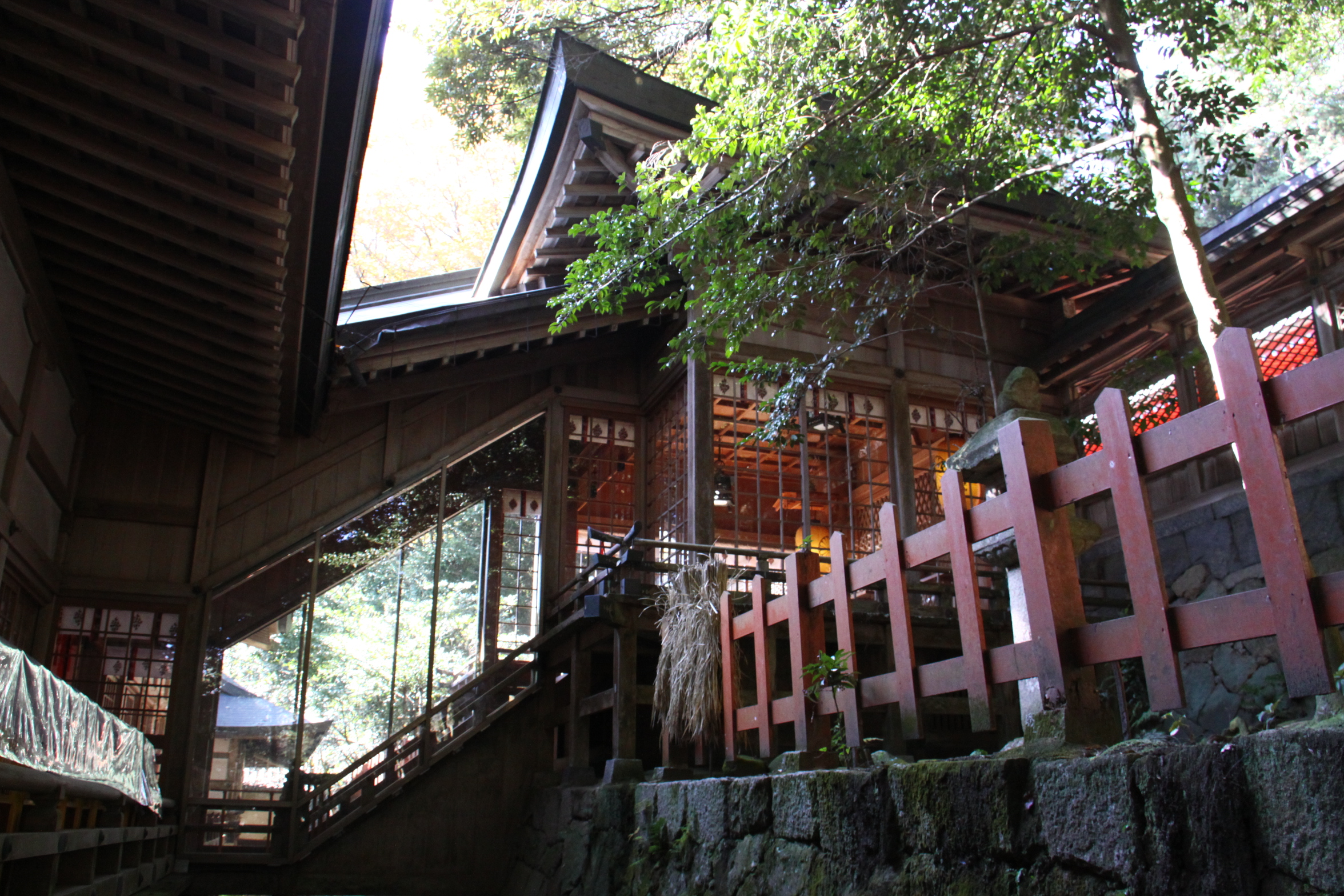
祝詞殿

進入南北朝時代後，後村上天皇也曾經行幸此地，並且停留數天進行參拜，期間又曾經加增神社的社領。天正9年（1581年）9月，第二次天正伊賀之亂爆發，按《信長公記》記載，由於神社以北的喜春城館是地侍的據點，因此神社的社殿等均悉數遭到縱火，織田信長在同年10月10日（11月6日）戰事結束後登上當時稱為國見山的南宮山確認情況。本能寺之變後，伊賀地侍再次蜂起，戰亂卻導致御神體散失，其中一件輾轉流落至山城國伏見（現京都府京都市伏見區一帶），其後才由島原村（現伊賀市島原）的地侍水口佐右衛門成功入手，並且歸還至神社，水口家藏有元和6年1月24日（1620年2月27日）時對於此事的感謝狀，自此神社在每逢有一宮的祭事時均特設水口席予水口家。文祿2年（1593年），當時仍處於荒廢狀態的神社最先由曾經在飯道山岩本院修行，豬田鄉山出村的山伏小天狗清藏替社殿上樑。慶長14年（1609年），藤堂高虎在入主伊賀後，以神社作為上野城的鬼門鎮守而進行重建，在同年12月16日（1610年1月10日）完成本殿的上樑，其後又興建鐘撞堂，按《三國地志》記載在慶長16年9月12日（1611年10月17日），加判奉行和郡奉行聯署希望得到伊賀國眾人協助重建，慶長17年（1612年），神社獲寄進107石4斗，而當時的神主則分別是東氏、南氏和中西氏。明治4年5月14日（1871年7月1日），根據太政官佈告第235號「官社以下定額・神官職制等規則」，神社成為國幣中社。1934年，神社的本殿和玉垣由於遭到風害而進行修繕，在1937年11月完工，並且實施了正遷宮。1946年2月，神社在官制廢止後不久，變成神社本廳的別表神社。

## 祭神
神社現在的主祭神是保祐交通安全和健康長壽的大彥命，也是敢氏、阿閇氏、阿倍氏和伊賀居民的祖神，配神分別是保祐醫藥、酒造、生意興隆和漁穫豐收，有惠比壽稱號的少彥名命以及保祐採礦、冶金和機械工業等近代產業的金山比咩命，其中少彥名命也是秦氏信奉的神明，本來少彥名命供奉在南宮山山頂上，後來才合祀至敢國神社，而原本供奉少彥名命的舊址則從南宮大社勸請了金山比咩命，並且推測因此得名為南宮山，而南宮山則視作為神社的神體山。其後，在貞元2年（977年）的某天，金山比咩命的社殿突然猛烈搖動，搖動停止後社殿前的御神木出現了蟲蛀的文字，寫有「與阿倍久爾神同殿」，當時接到神官通知的伊香守高則馬上向知會主家藤原兼家，並且按照神明的意思進行合祀。另一方面，神社最初的祭神是敢國津神，顧名思義就是阿拜郡一帶的國津神，然而由於敢國津神並未見於《日本書紀》或《古事記》，因此在中世後，大致分為將其當成為金山比咩命或再加上少彥名命兩種說法，例如《大日本國一宮記》以及《延喜式神名帳頭註》便採用前者，《永閑伊賀名所記》則採取後者。過去甲賀三郎也曾經是祭神之一，不過度會延經在正德3年（1713年）於《神名帳考證》中指出神社的祭神是大彥命後，宮司根據此說法在1874年向教部省提出以大彥命來取代甲賀三郎作為主祭神，並且在左右分別設配神少彥名命和金山比咩命。

## 神社建築

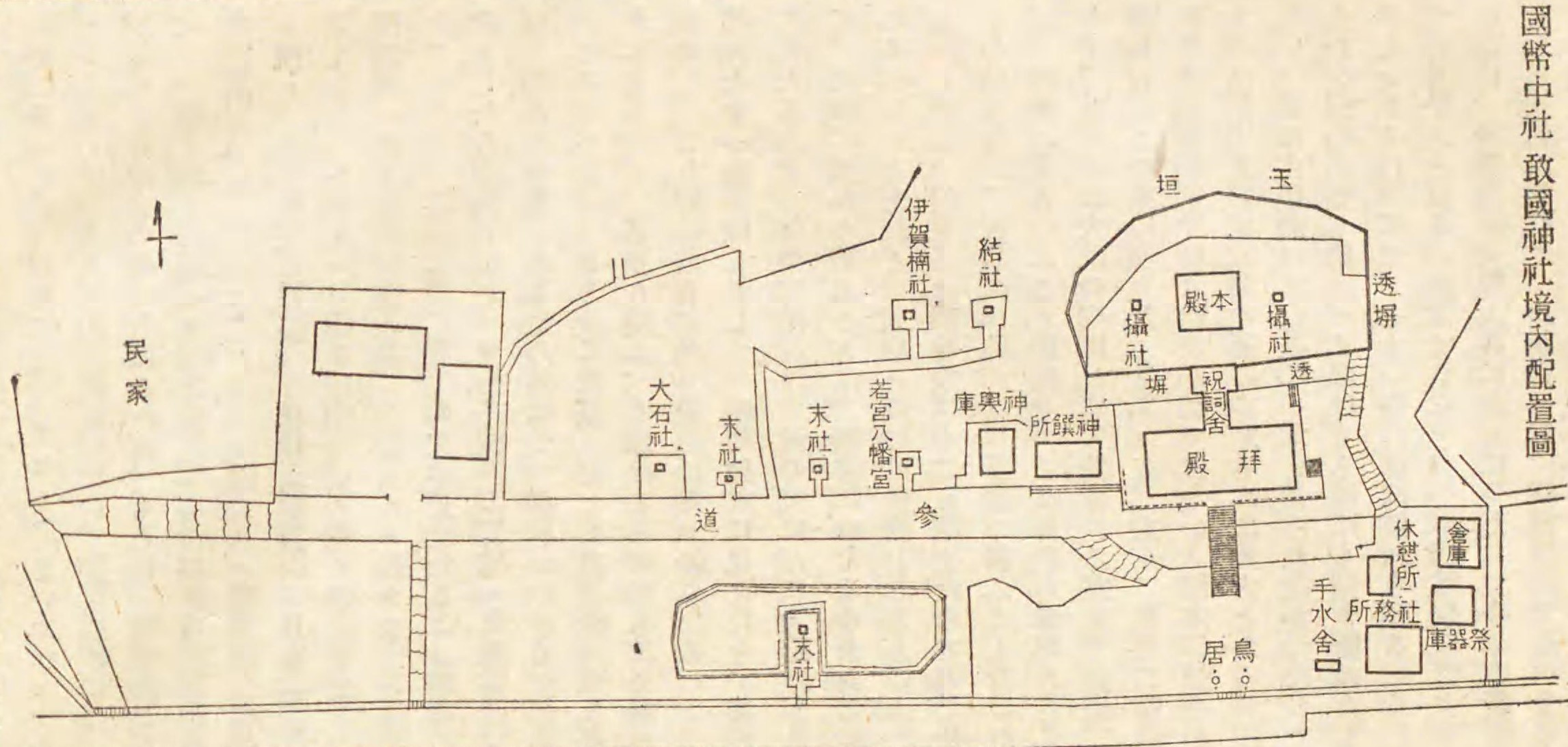
1941年時的神社境內圖

在明治初年時，神社的本殿面積達9.89坪（約32.69平方），為流造檜皮葺屋頂，也有紅色的木鼻以及蟇股內的極彩色雕刻，改建於嘉永3年（1852年）3月，拜殿面積達28.5坪（約94.21平方），為歇山頂屋頂，改建於嘉永5年（1854年），祝詞 (神道)舍（祝詞殿）面積達6坪（約19.83平方），為歇山頂屋頂，改建於慶應2年（1866年），神饌所面積達3.46坪（約11.44平方），玉垣（瑞籬）長16間3尺1寸（約30.03）。另一方面，本殿東西兩邊各有一座攝社，以西是九所社，以東則是以伊奘諾尊、伊奘冉尊、日神、月神、蛭兒和素盞嗚尊為祭神的六所社，甲賀三郎的靈像也曾安置於此。末社有以仁德天皇為祭神的若宮八幡社（若宮八幡宮）、以高皇產靈尊和手間天神為祭神的結社、小觀社（子授社）、以天照大神為祭神的神明社、以須佐之男、金山比古命、大日孁貴命和大山祇命為祭神，境內面積達70坪（約231.4平方）的大石社、以市杵島姬為祭神的市杵島姬社、以楠木正成和藤堂元甫為祭神，從建水分神社勸請而來的的楠社以及境內面積達58坪（約191.74平方），位於南宮山上以木華開耶姬為祭神的境外末社淺間社，神社整體佔地5759坪（約19038.02平方）。此外，神社境內也有手水舍、繪馬殿、桃太郎岩和芭蕉句碑等建築物。

## 祭事

### 主要祭事
神社的主要祭事是12月5日舉行的例祭（おんまつり），按1983年出版的《日本歷史地名大系》記載，當時的例祭是在12月4日至12月5日舉行，在12月4日巡遊至佐那具的府中神社，並且在例祭時奉納舞獅，而按1986年出版的《日本眾神—神社和聖地》記載，當時的例祭則是在12月3日至12月5日舉行，巡遊始於12月3日，在府中神社停留兩天後回到敢國神社，而舞獅則僅在例祭時奉納，1983年出版的《角川日本地名大辭典》則記載當時舞獅是在12月5日舉行。神社的舞獅本身起源於慶長年間（1596年至1615年），在1月3日舞初祭奉納後於4月25日的舞上祭為止巡遊伊賀國內各地，為伊賀各神社舞獅的起源，這項集俗始於享保年間（1716年至1736年），終於昭和初年，1954年4月1日獲指定為三重縣無形民俗文化財，1997年出版的《神社辭典》則記載舞獅是在例祭和4月17日春祭時奉納，現在則是在1月3日、4月17日和12月5日各奉納一次。

### 年度祭事
| 月次祭（毎月1日） 滿月祭（望之日） |                                                                                             |
| 1月                                | 歲旦祭（1月1日） 初日供祭（1月2日） 獅子神樂舞初祭（1月3日） 崇敬者初祈願祭（1月11日）      |
| 2月                                | 開運厄除祈願祭（2月3日） 紀元祭（2月11日）祈年祭、大石社祈年祭（2月17日） 天長祭（2月23日） |
| 3月                                | 植樹祭（3月8日）                                                                            |
| 4月                                | 春季大祭、獅子神樂舞上祭（4月17日） 大石社春祭、一之宮地區交通安全祈願祭（4月第3個星期日）  |
| 5月                                | 御田植祭（5月3日）                                                                          |
| 6月                                | 結社例祭（6月第4個星期日） 大祓式（6月30日）                                                |
| 7月                                | 大石社祇園祭（7月第4個星期日）                                                              |
| 8月                                | 大祓神事（8月1日）                                                                          |
| 9月                                | 一之宮地區敬老祭（9月第1個星期日） 神社關係功勞物故者（9月24日）                            |
| 10月                               | 講社大祭（10月9日） 大石社秋祭（10月第2個星期日）                                           |
| 11月                               | 新嘗祭、黑黨祭（11月23日）                                                                  |
| 12月                               | 淺間社例祭（12月1日） 神幸式（12月4日） 例祭（おんまつり，12月5日） 除夜祭、大祓式（12月31日）        |

### 註解
1. ↑  官制指《明治憲法》下的敕令[20]。
2. ↑  木鼻是指木材之間交叉時突出的部分[22]，極彩色則是指使用各種顏色來塗成彩色，多見於佛堂和佛塔的內部，近世之後在社殿等建築物內部也有使用極彩色，有些社殿的外圍部分則是自古便採用了這種手法[23]。
3. ↑  望之日是指陰曆15日[30]。

## 外部連結
- YouTube上的
- YouTube上的
- YouTube上的
- （页面存档备份，存于）